# MKS Polar Wrocław
Maillots
Le Młodzieżowy Klub Sportowy Polar Wrocław, plus couramment abrégé en MKS Polar Wrocław ou plus simplement Polar Wrocław, est un club polonais de football fondé en 1945 et basé dans la ville Wrocław, dans la voïvodie de Basse-Silésie.
Le club, qui porte le nom de la société d'électronique locale (Polar), est la section football du club omnisports du même nom (qui possède également une section de hockey sur glace féminine réputée).
Le club joue ses matchs à domicile au Stadion MCS Zakrzów.

## Histoire
Basé dans le district de Zakrzów de Wrocław (dans le lotissement Psie Pole-Zawidawie), le club voit le jour en 1945 sous le nom de Zakładowy Klub Sportowy Polar Wrocław. Il représente alors les usines locales avoisinantes.
Après avoir été au centre d'un énorme scandale de corruption en 2004 (matchs truqués),,, le club est dissous. Le 11 mars 2005, il est refondé sous son nom actuel de MKS Polar Wrocław.

## Personnalités du club

### Présidents du club
- Ryszard Chaszczewicz

### Entraîneurs du club
- Artur Nahajło

### Anciens joueurs du club
- Łukasz Garguła
- Dariusz Sztylka

## Galerie

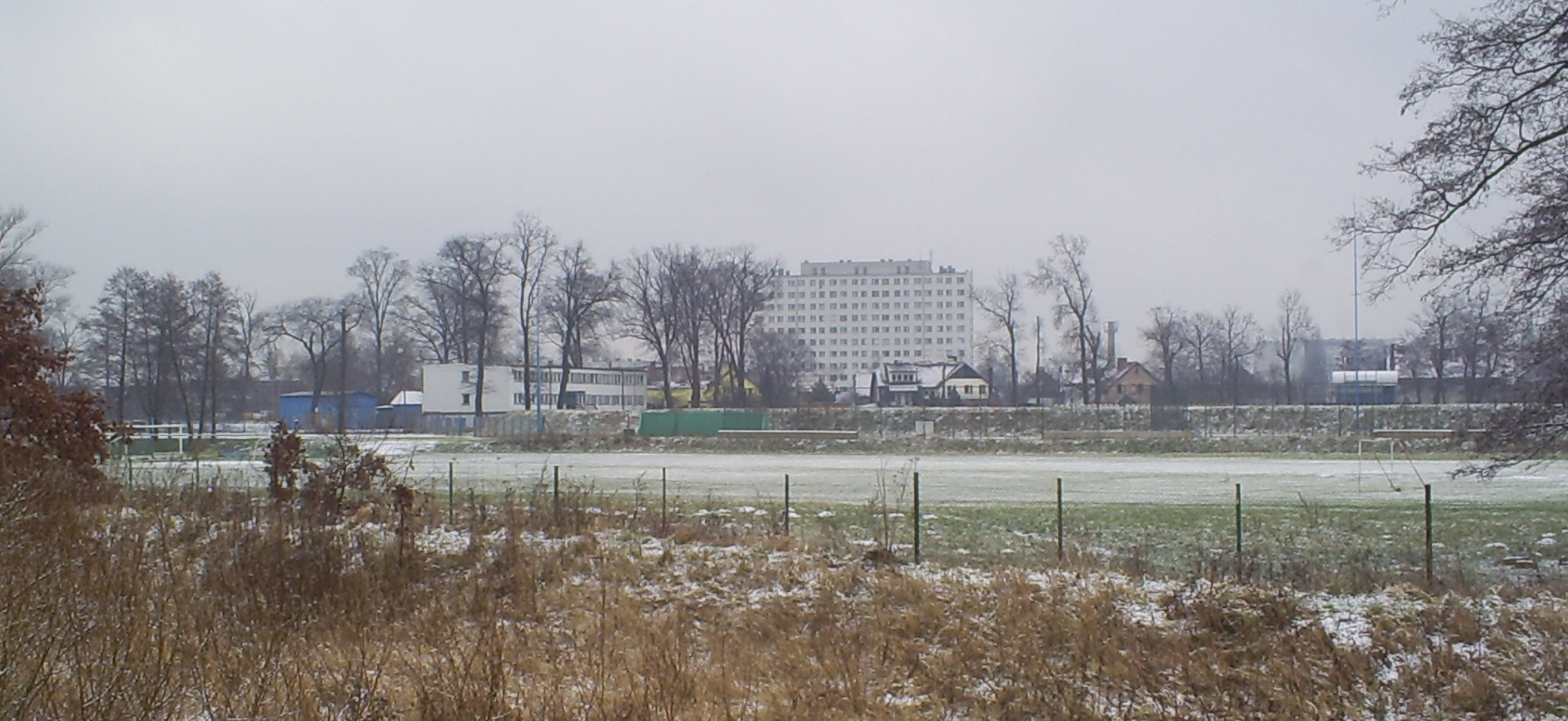
Le Stadion MCS Zakrzów dans lequel évolue le club